# Halifax, Nova Škotska
Halifax (s polnim uradnim imenom Halifax Regional Municipality, okrajšano HRM) je mesto in občina na vzhodni obali Kanade, glavno mesto kanadske province Nova Škotska. Občina je imela 403.131 prebivalcev leta 2016, od katerih so tri četrtine živele v urbanem območju, ki se razprostira okrog mestnega pristanišča. Sedanji obseg ima od leta 1996, ko so se združila prej samostojna naselja Halifax, Dartmouth, Bedford in podeželska občina okrožja Halifax.
Stoji ob vzhodni obali polotoka Nova Škotska in je največje mesto kanadskih atlantskih provinc ter najvzhodnejše veliko mesto v Severni Ameriki. Središče mesta stoji ob zahodni obali ožine Narrows, ki povezuje naravni zaliv Bedford Basin z Atlantskim oceanom. Tu se nahaja pristanišče, ki je eno največjih v Kanadi in predstavlja najpomembnejši element mestnega gospodarstva. Na drugi strani ožine se nahaja mestni predel Dartmouth, ki ga s centrom povezujeta dva viseča mostova in trajektne linije. Med znamenitostmi so cerkev sv. Pavla, najstarejša protestantska cerkev v Kanadi, vrsta ohranjenih zgodovinskih stavb iz 19. stoletja in Citadela, trdnjava na bližnji vzpetini.

## Zgodovina
Kraj so ustanovili britanski naseljenci leta 1749, ko je bila pod vodstvom Edwarda Cornwallisa postavljena utrjena stalna naselbina, kot protiutež francoskemu Louisbourgu nekoliko severno. Ime so mu dali po Georgeu Montaguju Dunku, 2. grofu Halifaxa. Prvi val prebivalstva je štel 1200 naseljencev. Uradno ustanovno listino je Halifax dobil leta 1842. Zaradi ugodnega naravnega pristanišča je že zgodaj postal pomembno oporišče britanske Kraljeve vojne mornarice in eden najbolj utrjenih krajev imperija izven Velike Britanije. Britanci so nadzor nad pristaniščem leta 1906 prepustili Kanadi. Tudi med prvo in drugo svetovno vojno je imelo vodilno vlogo kot najpomembnejša baza vojne mornarice v državi. Kljub temu, da med vojno ni bil nikoli napaden, je Halifax močno prizadela katastrofalna eksplozija 6. decembra 1917, posledica trčenja tovorne ladje, polne eksploziva, v kateri je bil obalni predel praktično v celoti porušen.
V letih 1969 in 1996 se je Halifax občutno povečal na račun širjenja administrativne meje, ki je zaobjela okoliška, prej samostojna naselja.

## Mednarodne povezave
Mesto ima uradne povezave (pobratena/sestrska mesta oz. mesta-dvojčki) z naslednjimi kraji po svetu:
- Hakodate, Japonska (1982). Odločitev za povezovanje je bila sprejeta, ker imata obe mesti zvezdasto trdnjavo in pristanišče. Halifax redno donira jelke za vsakoletni Festival božične fantazije v Hakodateju.[7][8]
- Campeche, Mehika (1999). Campeche je bil izbran, ker je prav tako glavno mesto zvezne države in podobne velikosti, z lego na obali oz. blizu nje in bogato zgodovino.[9]
- Norfolk, Virginija, Združene države Amerike (2006). Z Norfolkom si Halifax deli ekonomsko odvisnost od oboroženih sil in ponos na vojaško zgodovino.[10]